# Сертифікат льотної придатності
Сертифікат льотньої придатності (англ. airworthiness certificate) видається повітряному судну національним регулятором з питань авіації (в Україні — Державна авіаційна служба) у країні реєстрації. Сертифікат ЛП засвідчує відповідність аероплана затвердженому дизайну для даного типу. Кожен сертифікат ЛП видається для певної категорії ПС і на відповідного власника. За видачу сертифіката сплачується збір. В разі несплати збору, сертифікат втрачає чинність, що тягне за собою необхідність повторного звернення експлуатанта для видачі сертифіката заново. Сертифікат льотної придатності видається лише за умови видання сертифікату про введення в експлуатацію обслуговуючою організацією, де буде зазначено, що всі необхідні заходи з підтримання стану повітряного судна належним чином виконані, відповідно останній сертифікується як польотоздатний.

#### Національні особливості
Станом на сьогодні в Україні використовується лише експортний сертифікат льотної придатності. Даний документ засвідчує, що повітряне судно відповідає схваленим проектним даним, додатковим вимогам та умовам країни імпортера за наявності останніх та перебуває у стані, придатному для безпечної експлуатації. Експортний сертифікат не дає права на виконання польотів.
Сертифікат льотної придатності раніше був законодавчо закріплений у Правилах видачі сертифікатів льотної придатності цивільних повітряних суден України, які втратили чинність.